# 김현수 (1973년 1월)
김현수(1973년 1월 1일 ~ )는 전 KBO 리그 해태 타이거즈의 포수, 배우이다.

## 선수 시절

### 해태 타이거즈시절
1992년에 입단하였다. 부상으로 조기 은퇴했다.

## 야구선수 은퇴 후
이후 모델 일을 하다가 2011년에 신영웅이라는 예명으로 성인 영화 배우가 되었다.

## 영화
- 서울의 사랑 (2011)

## 출신 학교
- 장충중학교
- 장충고등학교